# Canard Mignon
 (février 2025).
Le Canard Mignon est une race historique de petit canard domestique,,. Il semblerait qu'il soit originaire des Pays-Bas, où les premières descriptions et représentations remontent au XVIIe siècle. Son apparence est proche de celle d'autres races de canards, mais il est beaucoup plus petit, avec une tête ronde et un bec très court. Les femelles, contrairement aux mâles, sont très loquaces et bruyantes, avec un cri aigu et perçant qui s'entend de loin,.
Le Canard Mignon était autrefois utilisé comme leurre pour attirer les canards sauvages dans des pièges utilisés pour la chasse.

## Histoire
Les premières mentions de la race proviennent des Pays-Bas, où elle était utilisée comme leurre et connue principalement pour cela. Le cri aigu distinctif était utilisé pour attirer d'autres canards dans des pièges en entonnoir. Plus tard, les chasseurs attachaient les Canards Mignons pour attirer d'autres espèces à proximité. On pense que la race est originaire d'Extrême-Orient, bien qu'il n'existe aucune trace de son introduction aux Pays-Bas. D'autres races naines sont connues pour avoir été importées aux Pays-Bas au XVIIe siècle et Van Gink, écrivant dans The Feathered World en 1932, émet l'hypothèse suivante : « Il est possible que des importations aient été faites par des capitaines hollandais depuis le Japon... d'autant plus que le Canard Mignon est très différent du canard européen ordinaire, et comme ils se reproduisent si fidèlement, ils doivent être une race très ancienne. »
Le Canard Mignon a été introduit dans les îles britanniques dans les années 1850. En 1865, c'était l'une des six premières races de sauvagine à y être standardisée, mais d'ici le milieu du XXe siècle, elles étaient devenues rares. Les efforts déterminés de quelques éleveurs ont repopularisé la race et elle est désormais courante. Ce sont des volailles d'exposition populaires et ils remportent plus de championnats de canards en Amérique du Nord que toute autre race[réf. nécessaire].

## Caractéristiques

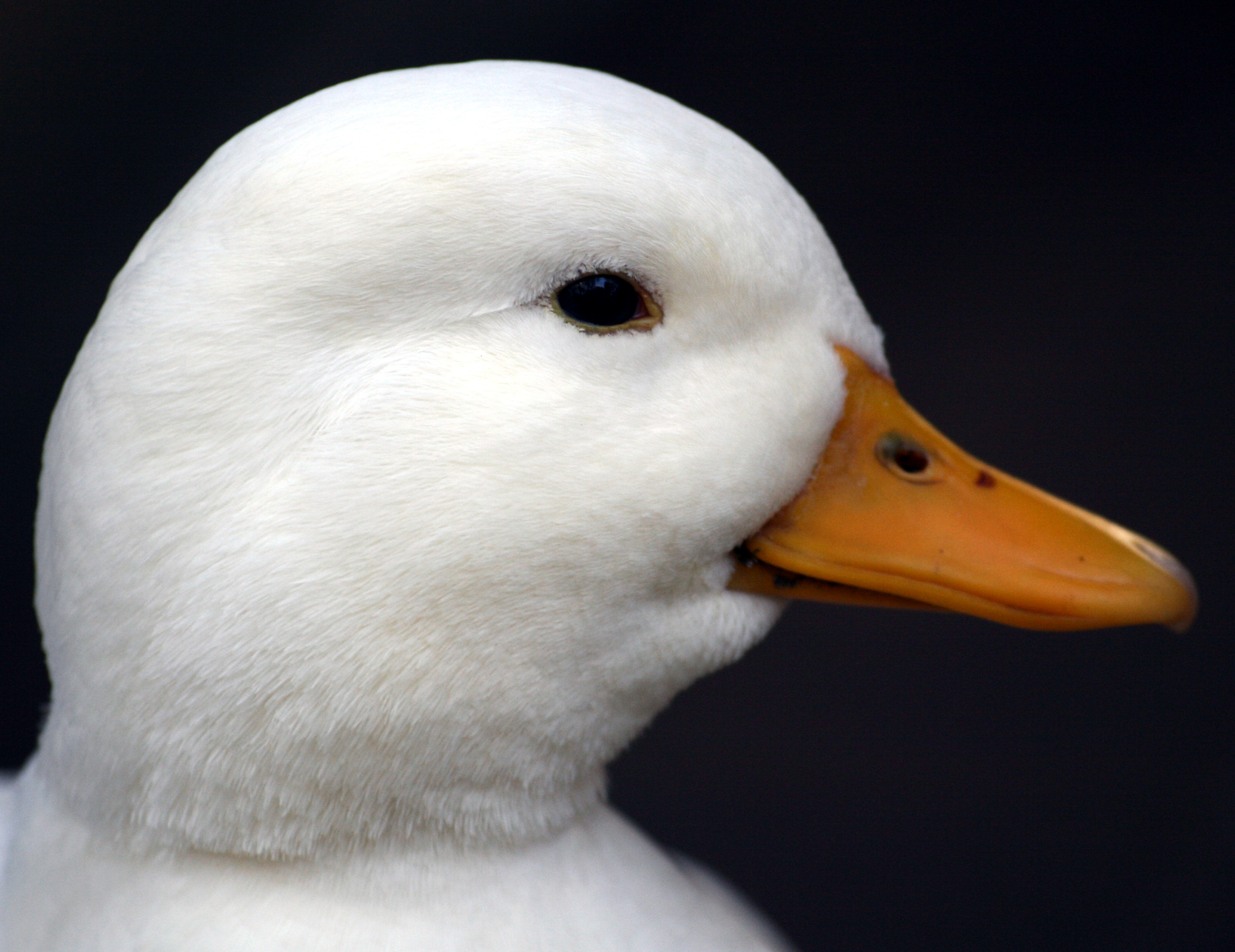
Détail de la tête.

Les Canards Mignons sont de petits canards, pesant environ 800 grammes ; les mâles peuvent peser jusqu'à 100 grammes de plus, et les femelles, jusqu'à 100 grammes de moins.
Aux Pays-Bas, une vingtaine de couleurs sont reconnues ; environ le même nombre est reconnu par la British Waterfowl Association et le Poultry Club of Great Britain au Royaume-Uni,. Aux États-Unis, les variétés grises et blanches ont été incluses dans le premier Standard of Perfection de l'American Poultry Association en 1874 ; six autres couleurs ont été ajoutées entre 1977 et 2007.

### Canard Mignon Australien
Dans la deuxième édition de l'Australian Poultry Standards, publiée en 2011, le Canard Mignon Australien est décrit comme une race distincte du Canard Mignon d'Europe, avec une gamme différente de couleurs de plumage et une taille de corps plutôt plus grande. Il y est affirmé qu'il s'est développé en Australie du Sud à la suite d'une mutation chez le canard colvert domestique,.